# Gaceta de los Caminos de Hierro
La Gaceta de los Caminos de Hierro fue una publicación periódica editada en la ciudad española de Madrid entre 1856 y 1934.

## Descripción
Habría llevado el subtítulo «Industria, minas, gas, seguros y sociedades de crédito». Era impresa en Madrid, en la imprenta de J. Peña, y constaba de dieciséis páginas de unas dimensiones de 0,232 x 0,193 m. Su periodicidad era semanal y su primer número apareció el 27 de abril de 1856.
Fue fundada y dirigida por Gustavo Hubbard. Más adelante, hacia 1869, su director era Francisco Javier de Bona. El último número recogido en la Hemeroteca Digital de la Biblioteca Nacional de España corresponde al 1 de junio de 1934 y por entonces su subtítulo era «revista técnica y profesional».